# Earl of Dundonald
Earl of Dundonald je plemiški naziv v škotskem plemstvu. 
Naziv je bil ustvarjen leta 1669 za škotskega vojaka in politika Williama Conchrana, ki je prejel še naziv Lord Cochrane of Paisley and Ochiltree; že leta 1647 pa je prejel naziv Lord Cochrane of Dundonald (škotskega plemstva). Naziv se deduje po moških potomcih. 
Earlstvo je bilo poimenovana po naselju Dundonald (South Ayrshire), kjer se nahaja tudi grad Dundonald. Sedež rodbine se nahaja v gradu Lochnell blizu Obana (Argyll and Bute) in Beacon Halla (blizu Cranbrook, Kent, Anglija).
Earl of Dundonald je tudi šef klana Cochrane.

## Nasledstvena linija
Prvega Earla je nasledil njegov vnuk John, ki je umrl leta 1690. Slednji je bil sin najstarejšega sina prvega Earla, Williama Cochrana, Lord Cochrane, ki pa je umrl leta 1679 (že pred svojim očetom). Tretji Earl je postal Johnov najstarejši sin Williama, ki pa je umrl neporočen. Naziv je nasledil njegov mlajši brat John Cochrane, ki je umrl leta 1720. Nasledil ga je sin William Cochrane, ki pa je tudi umrl (1725) neporočen. 
Ker ni bilo več moških potomcev v neposredni liniji, je naziv nasledil Thomas Cochrane, mrzli bratranec drugega Earla. Thomas, šesti Earl, ki je umrl leta 1737, je bil sin Williama Cochrana (umrlega 1717), ki je bil drugi sin Williama Conchrana, Lord Cochrana (umrlega 1679), najstarejšega sina prvega Earla. Šestega Earla je nasledil njegov najstarejši sin William Cochrane, ki je umrl med sedemletno vojno leta 1758.
Z njegovo smrtjo je propadla tudi ta moška linija; naziv je zdaj nasledil njegov bratranec v tretjem kolenu Thomas Cochrane (umrl 1778), ki je bil vnuk polkovnika Johna Cochrana (umrlega 1707), drugega sina prvega Earla. Nasledil ga je njegov najstarejši sin Archibald Cochrane, ki je umrl leta 1831. Slednjega je nasledil Thomas Cochrane, ki je umrl leta 1860. Slednji pa je bil sprejet še v plemstvo Brazilije, saj ga je Pedro I. Brazilski leta 1824 imenoval za Marquês do Maranhão. Številna dela slednji naziv označujejo za nedednega, kot tudi pripadajoči plemiški grb, še posebej ker je brazilski plemiški sistem uporabljal veliko življenjskih (nedednih) nazivov. Kljub temu pa potomci desetega Earla še vedno uporabljajo portugalski naziv.
Nasledil ga je Thomas Cochrane, ki je umrl leta 1885; nasledil ga je njegov najstarejši sin Douglas Cochrane (umrl leta 1935), ki je bil generalporočnik v Kraljevi vojski. Nasledil ga je sin Thomas Hesketh Cochrane, ki pa je leta 1958 umrl neporočen. Posledično ga je nasledil njegov nečak Ian Douglas Cochrane (umrl leta 1986), ki je bil sin Douglasa Roberta Hesketha Rogerja Cochrana, drugega sina dvanajstega Earla. Trenutni Earl pa je Ian Alexander Cochrane.

## Rodbina Cochrane
Številni drugi člani rodbine Cochrane so bili znani v svojem življenju:
- Sir Alexander Cochrane, šesti sin osmega Earla je bil admiral;
- njegov sin Sir Thomas John Cochrane je bil pomorski častnik in guverner Novofunladije;
- njegov sin Alexander Cochrane-Baillie je bil politik in prvi Baron Lamington;
- William Francis Dundonald Cochrane (1847–1927), brigadni general (sin polkovnika Williama Marshalla Cochrane, vnuk majorja Williama Erskina Cochrana in pravnuk tretjega Earla);
- Archibald Cochrane, četrti sin devetega Earla, je bil kapitan;
- njegov pravnik Basil Edward Cochrane je bil viceadmiral;
- oba njegova sinova Archibald Cochrane (1847–1952) in Sir Edward Owen Cochrane (1881–1972) sta bila kontraadmirala;
- John Dundas Cochrane, sin devetega Earla, je bil raziskovalec;
- Thomas Cochrane, drugi sin 11. Earla, je bil politik in povzdignjen v Baron Cochrane of Cults in 1919.

## Seznam nosilcev naziva
- William Cochrane, 1st Earl of Dundonald (umrl 1685)
- John Cochrane, 2nd Earl of Dundonald (1660–1690)
- William Cochrane, 3rd Earl of Dundonald (1686–1705)
- John Cochrane, 4th Earl of Dundonald (1687–1720)
- William Cochrane, 5th Earl of Dundonald (1708–1725)
- Thomas Cochrane, 6th Earl of Dundonald (1702–1737)
- William Cochrane, 7th Earl of Dundonald (1729–1758)
- Thomas Cochrane, 8th Earl of Dundonald  (1691–1778)
- Archibald Cochrane, 9th Earl of Dundonald (1749–1831)
- Thomas Cochrane, 10th Earl of Dundonald, 1st Marquess of Maranhão (1775–1860)
- Thomas Barnes Cochrane, 11th Earl of Dundonald, 2nd Marquess of Maranhão (1814–1885)
- Douglas Mackinnon Baillie Hamilton Cochrane, 12th Earl of Dundonald, 3rd Marquess of Maranhão (1852–1935)
- Thomas Hesketh Douglas Blair Cochrane, 13th Earl of Dundonald, 4th Marquess of Maranhão (1886–1958)
- Ian Douglas Leonard Cochrane, 14th Earl of Dundonald, 5th Marquess of Maranhão (1918–1986)
- Iain Alexander Douglas Blair Cochrane, 15th Earl of Dundonald, 6th Marquess of Maranhão (rojen 1961).[12]

Naslednik naziva je najstarejši sin trenutnega nosilca, Archie Ian Thomas Blair Cochrane, Lord Cochrane (rojen 1991). Naslednji v nasledstveni liniji je njegov mlajši brat Hon. James Douglas Richard Cochrane (rojen 1995).